# П'ятидесятництво єдності
П'ятидесятництво єдності (англ. Oneness Pentecostalism), також знане як апостольське п'ятидесятництво (англ. Apostolic Pentecostalism) — є нетринітарною релігійною течією в протестантському християнстві. Вона часто відноситься до фундаменталістського та євангельського протестантизму. Ідеологічні постулати руху включають віру в непорушність і словесну богонатхненність Святого Письма, як єдиного правила християнської віри й поведінки. Віряни єдності також покладають особливий наголос на присутність дарів Святого Духа в Церкві, вчення про друге благословення, включаючи говоріння невідомими мовами, і акцент на ролі "нового народження" в житті людини.
Однак, п'ятидесятництво єдності відрізняється від класичного п'ятидесятництва у деяких аспектах. Воно вчить про абсолютну єдність Божества і відмову від догмату про Трійцю на користь богослов'я Єдиносущності. Віряни єдності хрестять виключно в ім'я Ісуса Христа і наголошують, що Божество проявляється як Отець, Син і Святий Дух.
П'ятидесятництво єдності виростає з методистської та армініанської традицій і надає значення освяченню і святому життю як наслідку нового народження. Вони також вірить у буквальний другий прихід Ісуса Христа, який супроводжуватиметься вознесінням Церкви на небо. Рух п'ятидесятництва єдності зростає не лише в США, але й за межами своєї батьківщини, зокрема в різних країнах світу.

## Теологія
Богослов'я п'ятидесятницького руху Єдності тісно пов'язане з євангельським біблійним фундаменталізмом, і хоча в різних деномінаціях руху існують деякі другорядні відмінності, основні напрямки віровчення, встановлені на початку ХХ століття, є спільними для всіх громад, відрізняючи їх від громад тринітарного п'ятидесятництва й об'єднуючи їх в один рух.

### Біблія
Святе Письмо, визнане, як і його Автор, досконалим Словом Божим, єдиним авторитетним джерелом віри й критерієм християнської практики. Біблія повністю вільна від будь-яких помилок і складається з 39 книг Старого Заповіту і 27 книг Нового Заповіту. Оригінальний біблійний текст є богонатхненним словесно, а не лише контекстом. Згідно з протестантським принципом sola scriptura, всі сповідувані істини віри повинні однозначно виводитися з Біблії, при їх формулюванні повинні враховуватися всі висловлювання Писання на ту чи іншу тему, а тлумачення одних частин Біблії може здійснюватися тільки з використанням інших частин Біблії. Будь-яке видиме протиріччя одного уривка з іншим пояснюється виключно неправильним прочитанням одного або всіх уривків. Будь-яке вчення, яке не випливає явно з Писання, є помилковим і повинно бути рішуче відкинуте, так само як і люди, які його викладають.

### Бог
П'ятидесятництво Єдності відкидає традиційну концепцію Трійці та унітаризм. Вони сповідують антитринітаризм і визнають Ісуса Христа абсолютним Богом, єдиною особою, яку вважають божественною. Рух відкидає ідеї тринітаризму, тритеїзму, унітаризму та пантеїзму як такі, що не мають біблійного підґрунтя. Він наголошує на монотеїстичній вірі в те, що Ісус Христос є єдиним Богом, повністю божественним і повністю людським. Отець, Син і Святий Дух розглядаються як три способи, якими єдиний Бог (Ісус Христос) об'явив себе людству, подібно до стародавньої доктрини модалізму. Рух відкидає уявлення про те, що будь-хто може досягти божественності через діла або Божу благодать. Він розглядає Бога як неподільного, невидимого Духа, відомого через прояви або втілення Ісуса Христа. Титули Отця, Сина і Святого Духа використовуються для опису різних аспектів єдиного Бога, Ісуса Христа.

### Ісус Христос
Ісус Христос визнається єдиною божественною особою, абсолютним Богом, який заради спасіння людства прийняв плоть і, зберігши Свою вічну, повністю божественну природу, став повністю людиною, народився від Діви Марії, був розп'ятий, похований і на третій день воскрес з мертвих, після чого вознісся на небо, де є єдиним посередником і заступником. Друге пришестя Ісуса відбудеться в недалекому майбутньому, що супроводжуватиметься воскресінням вірян і вознесінням (піднесенням) Церкви на небо. Далі визнається, що Святий Дух і Отець є проявами Ісуса Христа, і що їхнє Божество є Божеством Ісуса Христа. Також визнається, що старозавітний термін для позначення Бога - Яхве - відноситься до особи Ісуса Христа як єдиного і неповторного Бога.

### Ім'я Ісуса
П'ятидесятництво Єдності Божества робить великий акцент на так званому вченні про Ім'я Ісуса.
Передбачається, що, хоча Бог об'являв Себе через різні титули та "імена" в старозавітні часи, повнота об'явлення була лише в момент втілення. Саме тоді було відкрито ім'я Бога Ягве - "Ісус" ("Ягве-Спаситель"). Ім'я Ісус було визнано спасительним Ім'ям, Ім'ям, через яке тільки прийшло у світ відкуплення, і єдиним Ім'ям, через яке можна отримати спасіння. "Ісус" - єдине істинне ім'я Бога.

### Спасіння
Спасіння в п'ятидесятництві Єдності Божества вимагає виконання певних умов і таїнств, узгоджених з Новим Заповітом. Цими умовами є:
- Віра в Ісуса Христа.
- Послух Євангелію.
- Покаяння.
- Водне хрещення в ім'я Ісуса Христа.
- Хрещення Святим Духом, що супроводжується говорінням невідомими мовами.

Всі ці фактори є важливими й відсутність будь-якого з них призводить до відсутності спасіння. П'ятидесятництво Єдності Божества підкреслює, що ці вимоги можна виконати, лише закликаючи Ім'я Ісуса, як описано в Діяннях Апостолів.
Цей рух вірить, що всі люди є грішниками й потребують спасіння. Спасіння можливе завдяки Божій благодаті та вірі в Ісуса Христа. Віра передбачає довіру тільки до Ісуса Христа, Його справи і призивання Його імені. Поняття об'єктивного спасіння через викуплення Ісуса Христа відкидається. Справжня віра проявляється в послуху і готовності жити згідно з Божою волею.
П'ятидесятництво Єдності Бога не приймає спасіння на основі так званої "інтелектуальної віри" без супутніх справ, перетворення життя, покаяння і послуху. Рух також відкидає популярну практику молитви грішника, вбачаючи в ній просування "інтелектуальної віри". Цитується уривок з Послання Якова 2:19, щоб підкреслити, що справжня віра вимагає не тільки віри, але й послуху.
Після віри в Ісуса Христа наступним кроком є послух Євангелію. Рух вважає, що виконання новозавітних вимог про кров, воду, вогонь і оливу є необхідним для отримання спасіння.
Покаяння також є важливим фактором, необхідним для спасіння. Воно включає в себе щире каяття, визнання гріхів і відвернення від них.
Останніми елементами, необхідними для спасіння, є водне хрещення і хрещення Святим Духом.

### Водне хрещення
П'ятидесятництво єдності стверджує, що водне хрещення є необхідним для спасіння і призначене для тих, хто кається в Ісусі Христі. Хрещення немовлят відкидається. Хрещення має відбуватися через повне занурення у воду, що символізує воскресіння Ісуса, тоді як інші способи не мають біблійного підґрунтя. Тільки вода вважається дійсною для хрещення.
Хрещення повинно здійснюватися в ім'я Ісуса, відкидаючи інші формули, такі як формула Трійці. Вважається, що ім'я "Отець, Син і Святий Дух" в Матвія 28:19 відноситься до Ісуса Христа, єдиної божественної особи. Діяння апостолів також описують хрещення виключно в ім'я Ісуса. Титули представляють одну і ту ж саму особу, що пояснює видиме протиріччя. Оскільки Матвій говорить про одне ім'я, то під ним розуміється Ісус. Хрещення в ім'я Ісуса означає прийняття вчення про Єдність Бога, на відміну від тринітарного погляду.

### Хрещення Святим Духом
Хрещення Святим Духом розглядається як дар, доступний для всіх, хто його бажає. Святий Дух, також відомий як Дух Божий або Дух Христа, живе всередині вірян, наділяючи їх духовними дарами для зміцнення Церкви. Це не вічний союз, як у випадку з Ісусом, а скоріше Бог, що діє в людині. Досвід хрещення у Святому Дусі породив християнську церкву і залишається вирішальним для її існування. Унітарне п'ятидесятництво підкреслює, що отримання Святого Духа є необхідним для спасіння і життя згідно з Божою волею. Говоріння невідомими мовами є виразною ознакою отримання Святого Духа, що практикується в щирій молитві.

### Освячення і святість життя
П'ятидесятництво єдності, оскільки походить від армініансько-методистської традиції, ставить на перше місце освячення і безгрішне життя. Поведінка християн розглядається як тест на відповідність їхнього вчення Біблії. Святість включає в себе праведну поведінку, утримання від шкідливих звичок, повагу до життя і дотримання певних стандартів. Унітарні п'ятидесятники, включаючи найбільшу деномінацію - Об'єднану п'ятидесятницьку церкву, відкидають секуляризацію і звичаї, що суперечать Божому посланню. Вони виступають за те, щоб жінки носили сукні та спідниці, довге волосся і не носили штанів, тоді як представники обох статей повинні одягатися скромно і утримуватися від прикрас і татуювань. Символ віри рішуче засуджує такі практики, як театр, танці, макіяж, нескромний одяг, спортивну залежність і світську музику. Щодо освіти, то вони підтримують розділення чоловіків і жінок під час занять фізичними вправами і виступають проти сексуальної освіти, позашлюбних стосунків і порнографії.